# Catedrala din Torino
Catedrala din Torino (în italiană Duomo di Torino; Cattedrale di San Giovanni Battista) este un lăcaș de cult romano-catolic din Torino, nordul Italiei, catedrala Arhidiecezei de Torino. Biserica poartă hramul Sfântului Ioan Botezătorul.
Edificiul a fost construit între 1491 și 1498 și este adiacent unei clopotnițe construite în 1470. Capela Giulgiului Sfânt (unde este păstrat Giulgiul din Torino), realizată după proiectul arhitectului Guarino Guarini, a fost atașată catedralei în anii 1668-1694.

## Istoric
Biserica se află pe locul teatrului orașului roman antic. Complexul inițial includea trei biserici, dedicate Mântuitorului, Sfintei Maria de Dompno și, cea mai importantă din cele trei, Sfântului Ioan Botezătorul. Conform unor surse, consacrarea celei din urmă a fost efectuată de Agilulf, regele lombard al nordului Italiei din 591 până în 613. Aici, în 662, Garibald, Duce de Torino, a fost asasinat în biserică de un adept al lui Godepert, în a cărui asasinare se crede că Garibald a fost părtaș.
Cele trei biserici au fost demolate între 1490 și 1492. Construcția noii catedrale, din nou dedicată Sf. Ioan Botezătorul, a început în 1491 după proiectul lui Amedeo de Francisco di Settignano, cunoscut și ca Meo del Caprino, care a finalizat-o în șapte ani. Totuși, clopotnița a rămas cea originală din 1470, care există și astăzi. Filippo Juvarra a adus câteva modificări în secolul al XVII-lea. Papa Leon al X-lea i-a confirmat statutul de mitropolie în 1515.
În 1649 a început un proiect de extindere a catedralei pentru a crea un loc mai luxos pentru adăpostirea Giulgiului. Atunci, Bernardino Quadri a sosit de la Roma la Torino la curtea lui Carol Emanuel al II-lea, Duce de Savoia. Proiectul lui Quadri a fost bazat pe un proiect anterior al lui Carlo di Castellamonte, cu o capelă ovală în spatele corului. În 1667 Guarino Guarini a fost chemat pentru a finaliza proiectul. Domul, a cărui construcție s-a întins pe 28 de ani, a fost finalizat în 1694 sub supravegherea Mariei Jeanne de Savoia, văduva lui Carol Emanuel al II-lea.
Catedrala adăpostește mormântul lui Pier Giorgio Frassati (1901-1925), un alpinist torinez, binefăcător al săracilor, numit „sfântul tinerilor mileniului al III-lea”. Acesta a fost beatificat de papa Ioan Paul al II-lea în anul 1990.

## Înmormântări
Deoarece Torino a fost capitala Regatului Sardiniei, catedrala este una din cele două în care sunt îngropați membrii casei regale, cealaltă fiind Bazilica Superga de la marginea orașului. Câteva consoarte regale și prințese sunt îngropate aici.
- Clément Marot (1496 - 1544), poet renascentist francez
- Margareta, Ducesă de Savoia (1523 - 1574)
- Carol Emanuel al II-lea, Duce de Savoia (1634 - 1675)
- Françoise Madeleine d'Orléans (1648 - 1664)
- Anne Marie de Orléans (1669 - 1728)
- Ana Cristina de Sulzbach (1704 - 1723)
- Joséphine de Lorena (1753 - 1797)
- Andrea Pininfarina (1957 - 2008)[4]

## Galerie foto

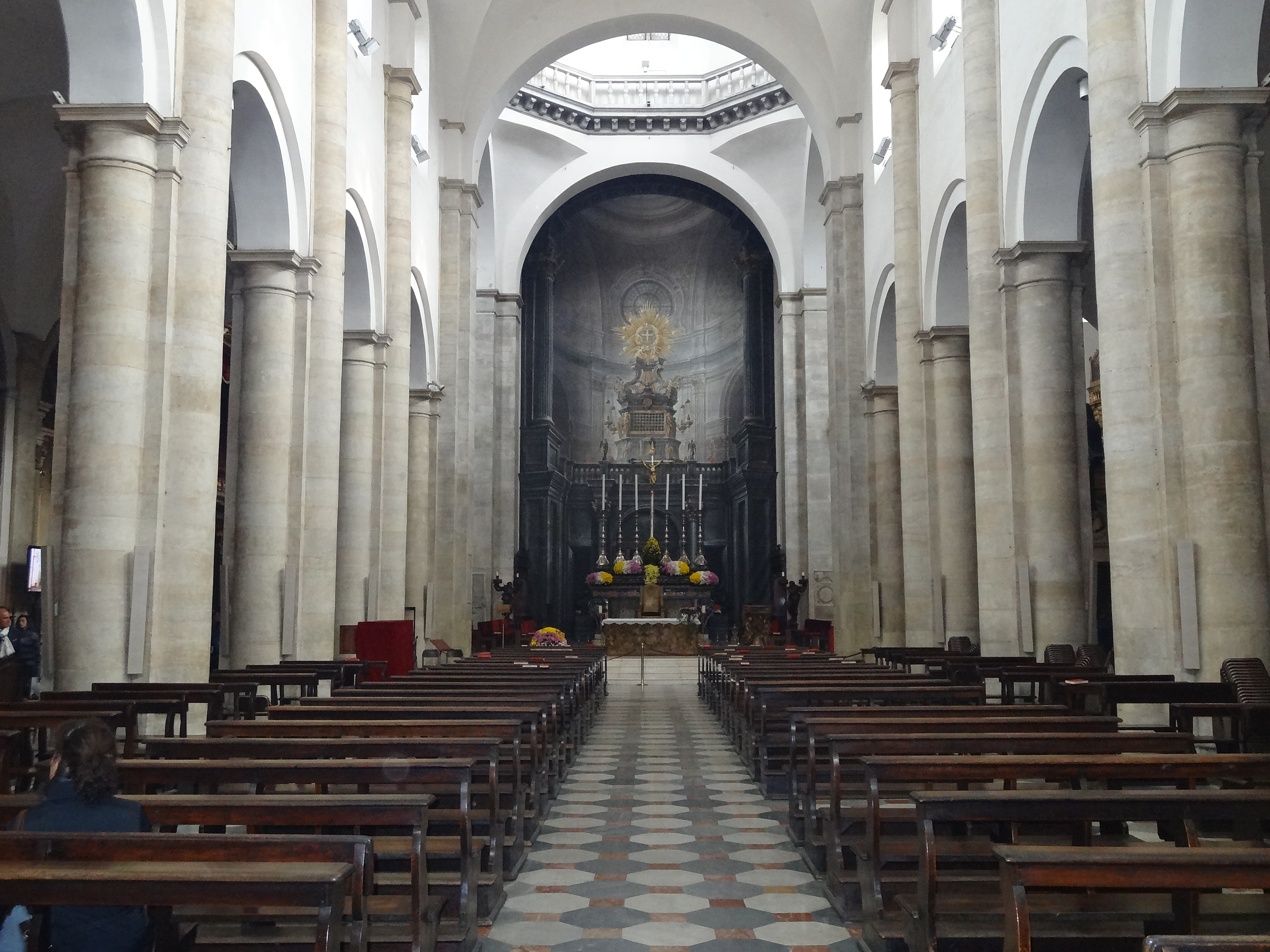
Nava centrală
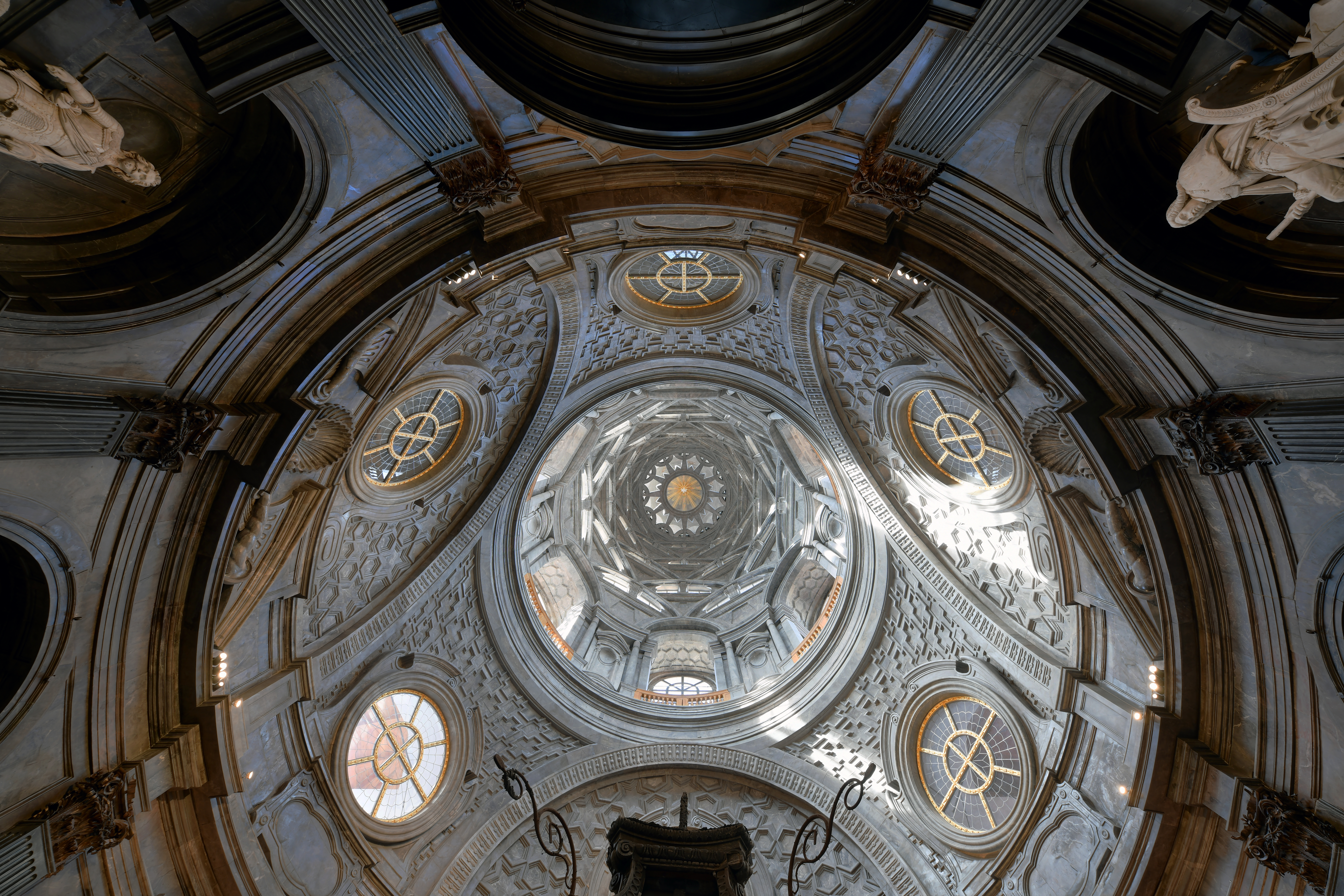
Interiorul Capelei Guarini
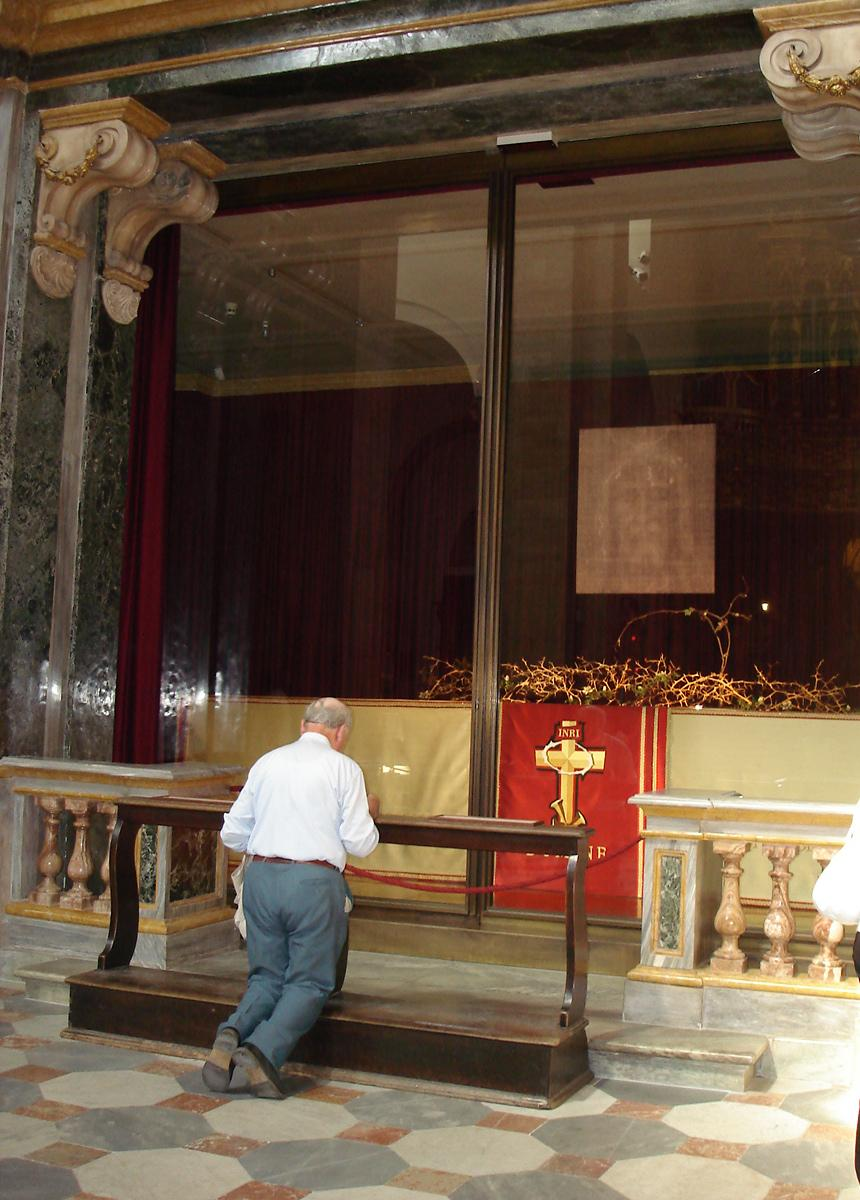
Un enoriaș se roagă în fața Giulgiului Sfânt
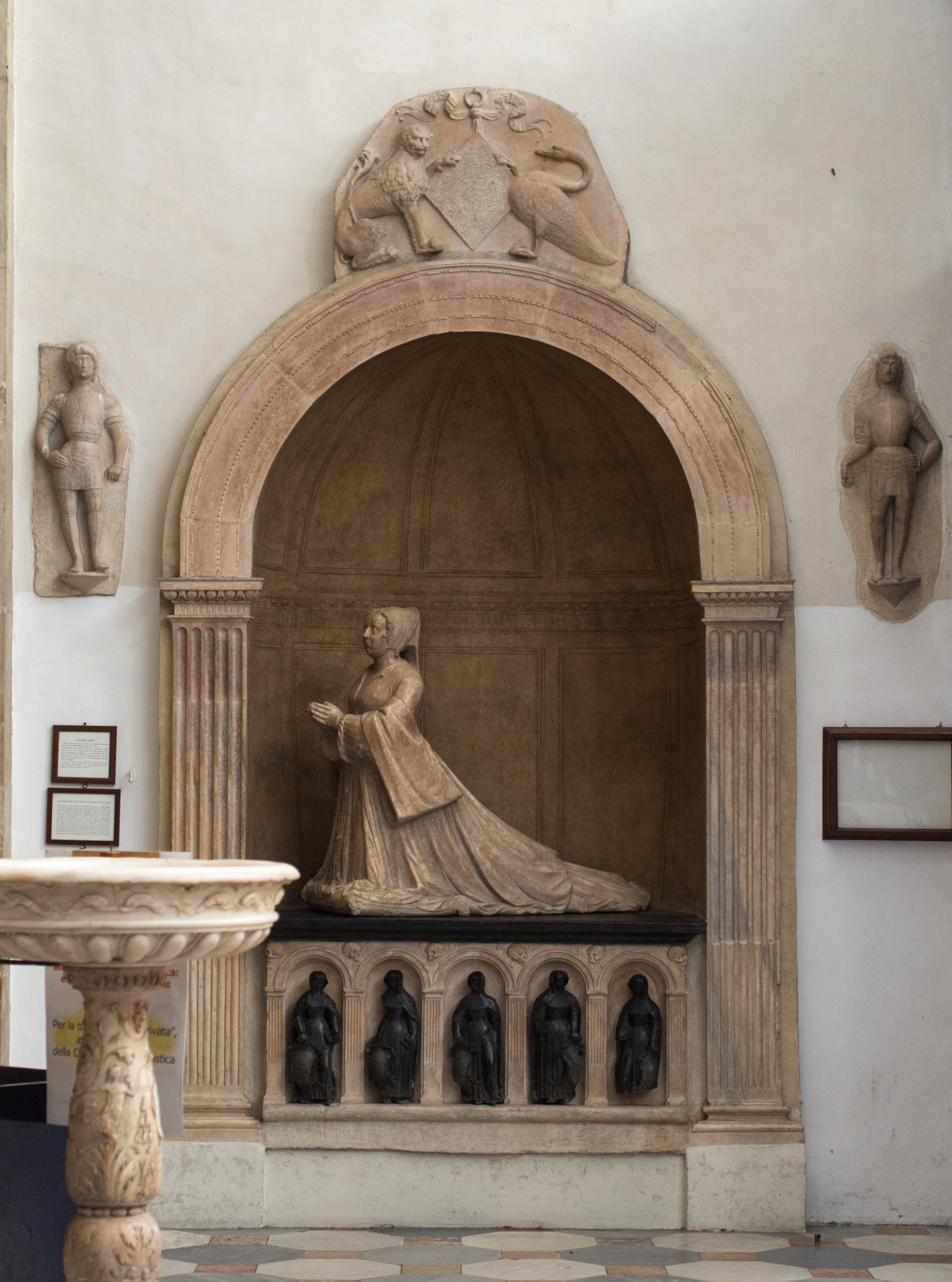
Monumentul funerar al Giovanna d'Orlier de la Balme. Deasupra lipsește blazonul familiei, care a fost distrus de trupele franceze în timpul ocupației napoleoniene.
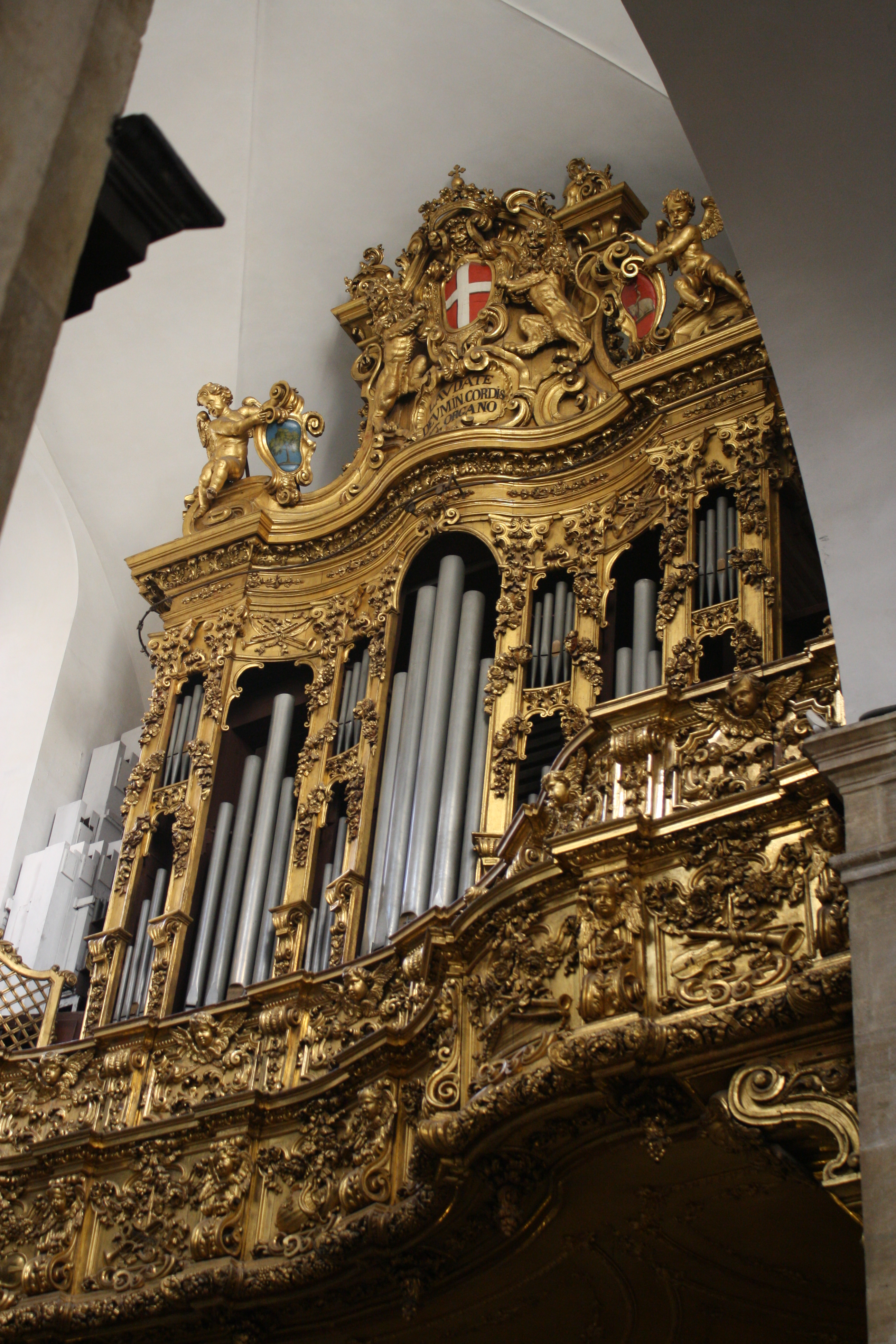
Orga Vegezzi-Bossi
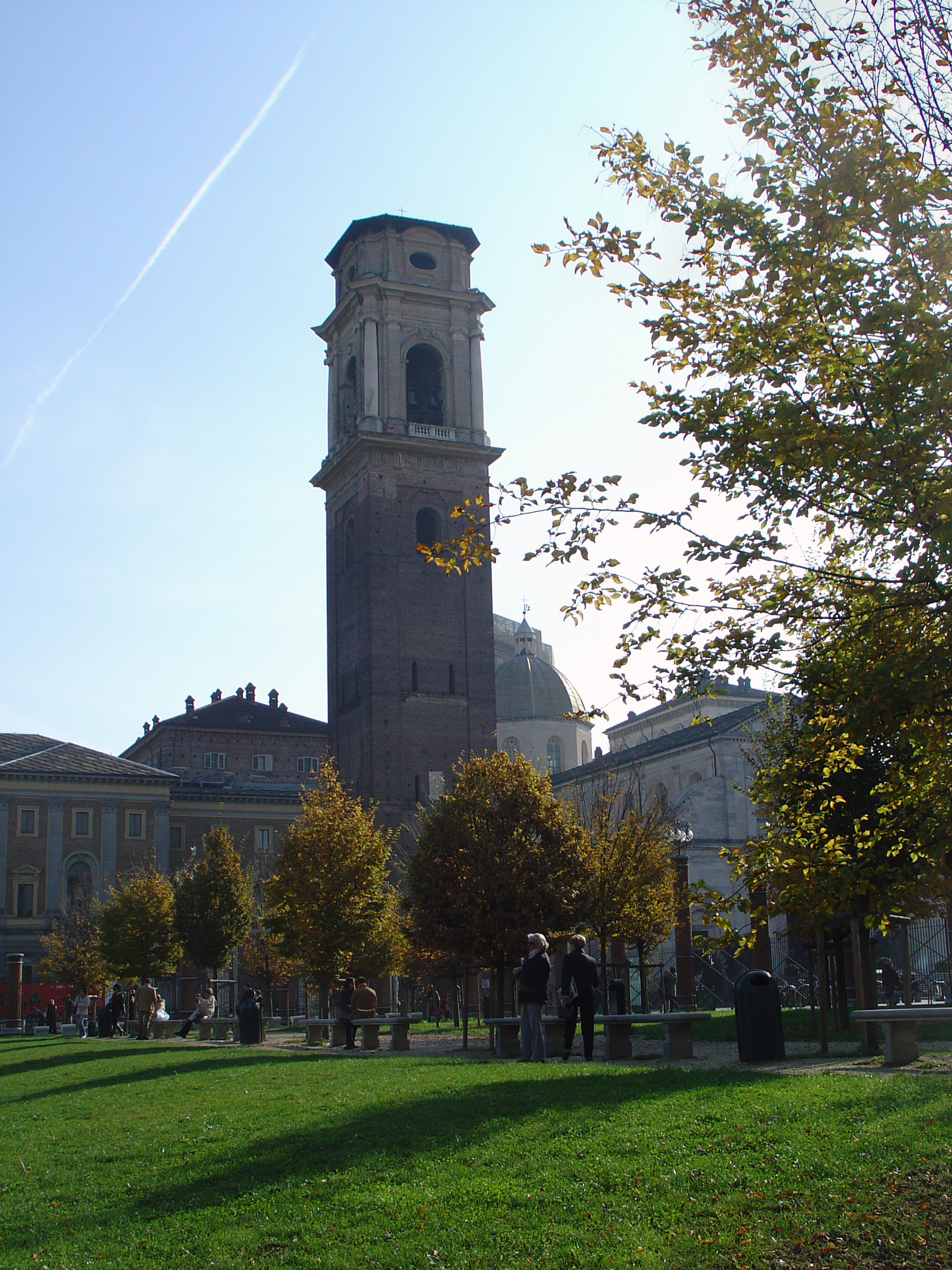
Clopotnița
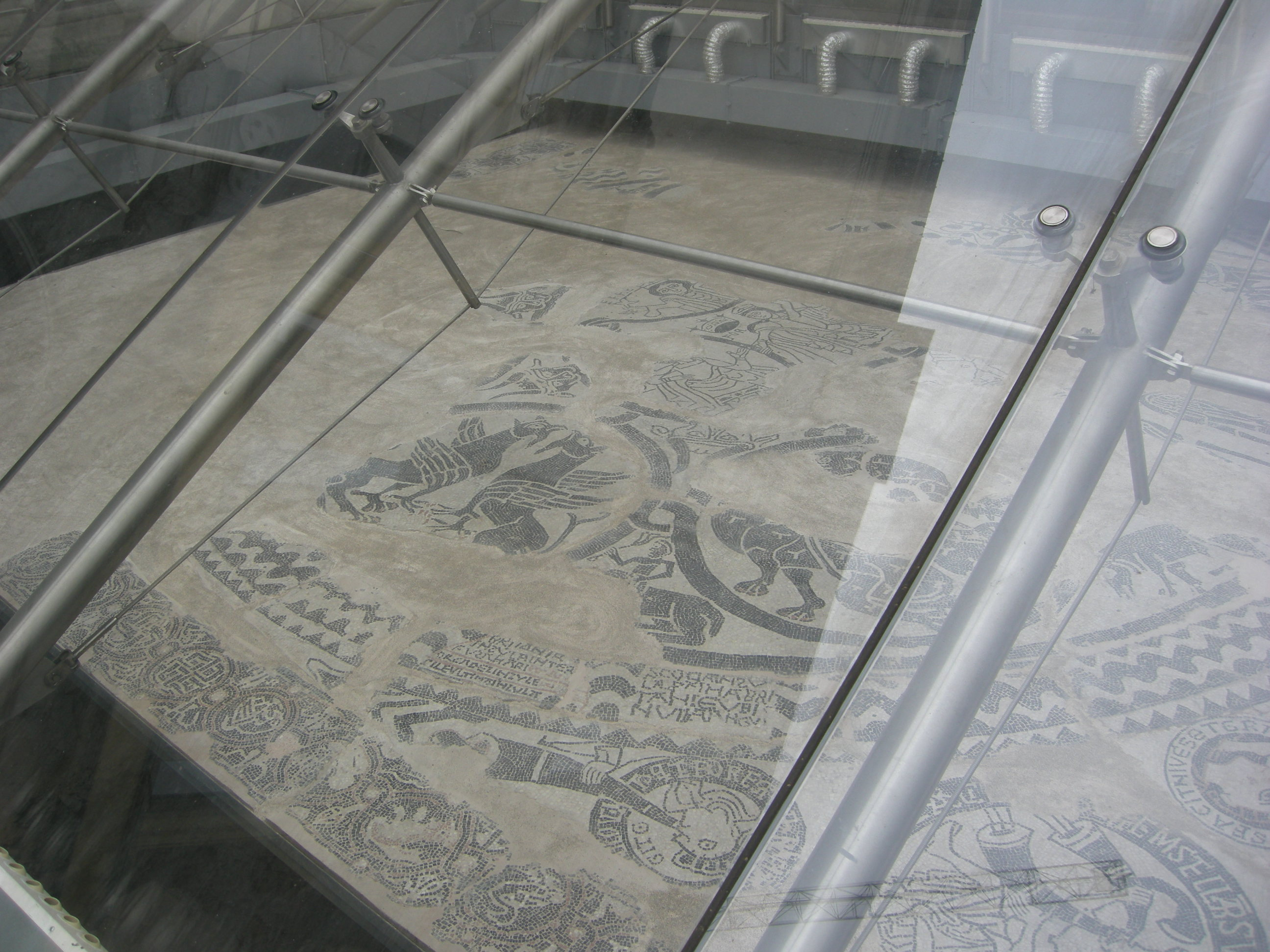
Fragmente de mozaic ale bisericii originale